# Zaine Pierre
Zaine Pierre (Dennery, 21 settembre 1993) è un ex calciatore santaluciano, di ruolo centrocampista.

## Carriera

### Club
Zaine Pierre comincia la sua carriera nello Square United, sull'isola di Santa Lucia mettendosi in mostra, attirando l'attenzione si sposta in Trinidad e Tobago, guadagnandosi un posto da titolare fisso, facendo 4 gol e 5 assist. 
Firma, nell'estate 2011, per il Genoa, con cui firmerà il suo contratto l'aprile dell'anno successivo. Senza aver raccolto alcuna presenza (3 panchine nella stagione 2013-14), verrà girato in prestito al Messina prima e all'Aversa Normanna poi. 
Dopo un breve rientro al Connection, tenta nuovamente l'avvenuta in Europa accasandosi per una stagione in Croazia al Novigrad.
Conclude in patria la carriera di calciatore, per intraprendere poi l'attività di allenatore.

### Nazionale
Ha esordito in Nazionale nel 2010.